# ديفيد ويلسون (عازف كمان)
ديفيد ويلسون (بالإنجليزية: David Wilson)‏ هو عازف كمان أمريكي، ولد في 22 سبتمبر 1945.

## وصلات خارجية
- الموقع الرسمي
- دايفيد ويلسون على موقع ميوزك برينز (الإنجليزية)
- دايفيد ويلسون على موقع ديسكوغز (الإنجليزية)